# Pyrrhanthera exigua
Pyrrhanthera es un género monotípico de plantas herbáceas perteneciente a la familia de las poáceas. Su única especie: Pyrrhanthera exigua (Kirk) Zotov , es originaria de Nueva Zelanda.
Algunos autores lo incluyen en el género Rytidosperma, Danthonia sensu lato.

## Descripción
Es una planta perenne, con culmos que alcanzan un tamaño de 4-20 cm de largo. La lígula es una franja de pelos. Las láminas foliares filiformes. La inflorescencia comprende sólo unas pocas espiguillas solitarias. Las espiguillas fértiles pediceladas comprenden 2-3 flósculos fértiles; con flósculos disminuidos en el ápice. Espiguillas elípticas; comprimidas lateralmente; de 5-7 mm de largo; rompiendo en la madurez; desarticulándose debajo de cada flósculo fértil. 
FLOR lodículas 2; carnosa; ciliado. El fruto es una cariópside con pericarpio frágil libre. Embrión 0.2 de la longitud de la cariopsis.

## Taxonomía
Pyrrhanthera exigua fue descrita por (Kirk) Zotov y publicado en New Zealand Journal of Botany 1: 126. 1963.
Sinonimia
- Danthonia exigua (Kirk) Zotov
- Triodia exigua Kirk basónimo
- Rytidosperma exiguum (Kirk) H.P.Linder
- Sieglingia exigua (Kirk) Kuntze[3][4]